# Oratorio di San Remigio
L'oratorio di San Remigio è un oratorio in stile romanico a Pallanza, frazione di Verbania.

## Storia

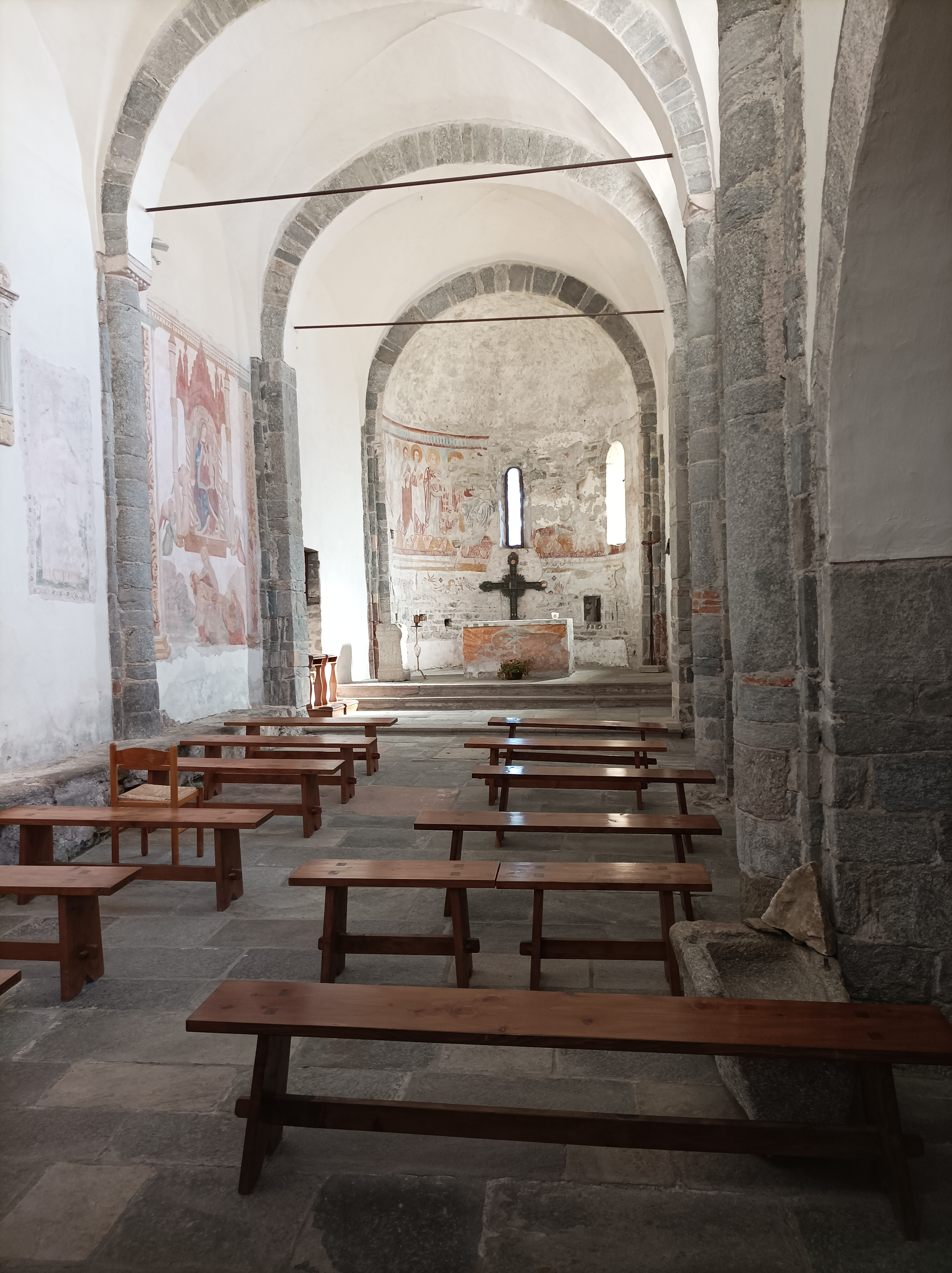
Interno

Situato in cima al promontorio della Castagnola, risalente alla prima metà dell'XI secolo e XII secolo,  la chiesa di S. Remigio è citata per la prima volta nella bolla Innocenziana a Litifredo del 1132.
La chiesa rimase parrocchiale fino al 1341 e in seguito abbandonato, salvo poi, nel XVI secolo, essere abitata da un eremita, Gerolamo Appiani, il quale realizzò molte opere di restauro come la costruzione della sacrestia e la costruzione di un ampio portico quadrato a ridosso della facciata, come ricorda una lapide che porta la data 1591.
È stato dichiarato monumento nazionale nel 1908, anno in cui si progettano i restauri eseguiti tra il 1928 e il 1929 che portano al rafforzamento della muratura e la demolizione di parte del portico cinquecentesco. 
Ulteriori restauri nel 1975 hanno portato alla luce alcuni affreschi absidali.

## Descrizione
La chiesa ha subito differenti fasi costruttive, modifiche e anomalie architettoniche. 
È formata da una navata di tre campate, un presbiterio e concluso da un'abside semicircolare. Il portale è ad arco con architrave. 
Le pareti laterali presentano lesene e contrafforti in corrispondenza dei pilastri, la parete della navata maggiore presenta muratura poco regolare, monofore aperte e altre chiuse
Il campanile a pianta quadrata sul lato nord, di soli 2,22 x 1,65 m, risulta essere precedente alla chiesa per via della semplicità della costruzione in ciottoli e pietrisco; è terminata da quattro bifore.
L’interno della chiesa ha le quattro campate coperte a crociera con archi in pietra che poggiano su semicolonne addossate ai pilastri interni e alle pareti. I capitelli r differenti tra loro e in parte di reimpiego sono: alcuni lisci, altri con una decorazione a motivi vegetali, uno con un uccello stilizzato, un altro con un viso umano.
Gli affreschi più antichi, si trovano nell’abside minore e risalgono al secolo XI: raffigurano la Maiestas Domini con il busto del Cristo benedicente ; ai lati due angeli a figura intera: l’angelo di sinistra regge un libro, quello di destra, probabilmente San Michele, trafigge con una lancia un drago mentre lo calpesta; a sinistra in basso vi è una piccola figura che rappresenta il committente, forse un membro della famiglia dei Conti di Pombia, per via delle somiglianze stilistiche tra questi dipinti e quelli del Battistero di Novara.
Gli affreschi dell’abside maggiore risalgono al XIII secolo. Nel catino absidale vi è il Cristo tra gli Apostoli, raffigurati nella stessa posa statica, vi sono lacune, ma il dipinto è leggibile. Nell'abside è rappresentato, con una maggiore vivacità, un “ciclo dei mesi”, secondo la tradizione del tempo, lacunoso e frammentario.
La chiesa presenta altri affreschi di epoca posteriore: sulla parete sinistra della navata centrale una Madonna di Loreto con al di sotto una Pietà del XV secolo; nella terza campata una Madonna che allatta il Bambino datata 1528; nella parete destra del presbiterio la figura di San Remigio datata 1533; altri due affreschi del XVI secolo raffiguranti la Madonna col bambino con ai lati San Remigio e San Francesco, uno sulla parete destra del presbiterio, l’altro nella lunetta; infine San Carlo Borromeo del XVIII secolo.